# 松平堅綱
松平 堅綱（まつだいら かたつな）は、江戸時代前期の旗本。堅綱系大河内松平家初代。
寛永18年（1641年）に松平信綱の六男として生まれる。寛文元年（1661年）3月8日に初めて将軍家綱に御目見し、4月9日に中奥小姓となる。寛文2年（1662年）4月18日に父の遺領である武蔵埼玉郡のうち新墾田1000石を分与された。寛文5年（1665年）6月26日に死去した。享年25。
なお、分家した際に滝沢興也（曲亭馬琴の先祖）が家老となっている。